# 小室重弘
小室 重弘（こむろ しげひろ、1858年（安政5年9月）- 1908年（明治41年）6月13日）は、明治期のジャーナリスト、政治家、詩人。衆議院議員。号・屈山。

## 経歴
武蔵国江戸、のちの東京府豊多摩郡千駄ヶ谷町（東京市渋谷区を経て現東京都渋谷区）の宇都宮藩江戸藩邸で同藩士の家に生まれる。漢籍を修めた。
佐久山で自由民権運動を進めた。田中正造の要請で栃木新聞（現下野新聞）幹事に就任し、栃木県会書記となる。国会開設運動に加わる。1881年（明治14年）自由新聞に転じ、新中新報に移った。その後、長野県で活動。1889年（明治22年）新愛知新聞主筆に就任した。
1894年（明治27年）3月、第3回衆議院議員総選挙（愛知県第2区、自由党）で初当選し、その後、第5回総選挙まで再選され、衆議院議員に連続3期在任した。
1906年（明治39年）山陽新報（現山陽新聞）主筆となり、やまと新聞社に転じた。その後病を患い、1908年6月に病死した。

## 国政選挙歴
- 第3回衆議院議員総選挙（愛知県第2区、1894年3月、自由党）当選[6]
- 第4回衆議院議員総選挙（愛知県第2区、1894年9月、自由党）当選[7]
- 第5回衆議院議員総選挙（愛知県第2区、1898年3月、自由党）当選[7]
- 第7回衆議院議員総選挙（愛知県郡部、1902年8月、立憲政友会）落選[5][8]
- 第8回衆議院議員総選挙（愛知県郡部、1903年3月、立憲政友会）落選[5][8]